# Ratzebourg
Ratzebourg (en allemand : Ratzeburg) est une ville et un ancien évêché du Schleswig-Holstein, en Allemagne. Située entre quatre lacs, elle est la capitale de l'arrondissement du duché de Lauenbourg (Kreis Herzogtum Lauenburg).

## Histoire
| Appartenances historiques Duché de Saxe-Lauenbourg 1296-1807 Royaume de Westphalie 1807-1811 Empire français (Bouches-de-l'Elbe) 1811-1814 Duché de Saxe-Lauenbourg 1815-1876 Royaume de Prusse (Province du Schleswig-Holstein) 1876-1918 Empire allemand 1871-1918 République de Weimar 1918-1933 Reich allemand 1933-1945 Allemagne occupée 1945-1949 Allemagne 1949-présent |

La ville fut fondée au XIe siècle, et son nom semble être issu de celui du duc Racibor surnommé Ratse, chef d'une tribu slave.
En 1044, des missionnaires chrétiens conduits par le moine Ansverus y construisirent un monastère. Il fut détruit par une révolte païenne en 1066 et les moines lapidés. Ansverus fut canonisé au XIIe siècle et la cathédrale de Ratzebourg conserve ses reliques.
Henri le Lion prit la ville en 1143 et y établit un évêché en 1154. Érigé en principauté, le prince-évêque était souverain et votait lors à la Diète d'Empire. Ratzebourg resta le seul État catholique du nord de l'Allemagne jusqu'à la mort du prince-évêque Georg von Blumenthal en 1550.
À partir de 1296, la ville fit partie du duché de Saxe-Lauenbourg, jusqu'à la défaite du Danemark devant la Prusse en 1864 lors de la guerre des Duchés, tandis que la cathédrale et ses environs furent inclus dans le duché de Mecklembourg-Strelitz de 1648 à 1937.
La ville fut presque entièrement détruite en 1693, quand Christian V de Danemark l'incendia : elle fut reconstruite en style baroque.
De 1945 à 1989, le rideau de fer longea la ville, ce qui fit d'elle une ville-frontière.

## Jumelages
- Châtillon-sur-Seine (France) depuis le 10 juillet 1960
- Esneux (Belgique) depuis le 23 août 1969
- Walcourt (Belgique) depuis le 23 août 1969
- Ribe (Danemark) depuis le 1er avril 1989
- Schönberg (Allemagne) depuis le 7 octobre 1990
- Sopot (Pologne) depuis le 4 juin 1994
- Strängnäs (Suède) depuis le 29 juin 1996[1]

## Personnalités liées à Ratzebourg
- Isfried de Ratzebourg (vers 1115-1204), chanoine prémontré devenu prince-évêque de Ratzebourg.
- François II de Saxe-Lauenbourg (1547-1619), né à Ratzebourg.
- Auguste de Saxe-Lauenbourg (1577-1656), né à Ratzebourg.